# Pardosa atropos
Pardosa atropos este o specie de păianjeni din genul Pardosa, familia Lycosidae. A fost descrisă pentru prima dată de L. Koch, 1878. Conform Catalogue of Life specia Pardosa atropos nu are subspecii cunoscute.